# المغزليات
المغزليات (بالإنجليزية: Fusulinida)‏، وهي رتبة منقرضة المنخربات، تتميز صدافها بأنها مغلقة بإحكام، وتفرز الكالسيت الدقيق. وهي مثل جميع المنخربات، تعتبر كائنات وحيدة الخلية. وفي الأشكال المتقدمة منها ينقسم جدار الصدفة إلى طبقتين أو أكثر. وقد حدد العالمان (لوبليتش) و(تابان) في عام 1988، الفترة التي عاشت فيها وهي من العصر السيلوري السفلي إلى العصر البرمي العلوي، وقد انقرضت المغزليات خلال حدث انقراض البرمي-الثلاثي.